# Tổng Công ty Truyền hình Cáp Việt Nam
Tổng Công ty Truyền hình Cáp Việt Nam (tên đầy đủ là Công ty Cổ phần Tổng Công ty Truyền hình Cáp Việt Nam, viết tắt là VTVcab, từ ngày 14 tháng 1 năm 2000 đến trước ngày 7 tháng 5 năm 2013 gọi là VCTV) là Trung tâm kỹ thuật truyền hình Cáp trực thuộc Đài Truyền hình Việt Nam (VTV). Công ty có chức năng cung cấp dịch vụ truyền hình trả tiền và các dịch vụ giá trị gia tăng trên đường truyền tín hiệu truyền hình cáp trên toàn quốc. Hiện tại VTVcab đang cung cấp dịch vụ truyền hình trả tiền qua 2 phương thức là truyền hình cáp và truyền hình internet (thông qua ứng dụng VTVcab ON và ON+).

## Lịch sử
- 20 tháng 9 năm 1995[1]: Trung tâm Dịch vụ Kỹ thuật Cáp MMDS hay VTV-MMDS được VTV thành lập trên cơ sở được tách ra từ Trung tâm Kỹ thuật sản xuất chương trình, với chức năng nhiệm vụ chủ yếu là phát triển hệ thống truyền hình viba nhiều kênh MMDS, trở thành một trong những hệ thống truyền hình trả tiền nhiều kênh đầu tiên tại Việt Nam.
- Tháng 12 năm 1995[2]: Công ty truyền hình cáp Saigontourist (SCTV, liên doanh giữa Công ty Du lịch Sài Gòn và VTV) được chuyển giao quyền quản lý về Trung tâm Dịch vụ Kỹ thuật Cáp MMDS.
- Ngày 30 tháng 3 năm 1996[3]: Trung tâm bắt đầu cung cấp dịch vụ truyền hình trả tiền qua sóng viba (MMDS) tại khu vực Hà Nội. Đồng thời, Trung tâm bắt đầu phát sóng kênh truyền hình tổng hợp tiếng Việt trên hệ thống MMDS với thời lượng 7 tiếng/ngày. Đây là kênh truyền hình đầu tiên của VTVcab.
- Tháng 12 năm 1996[1]: Máy phát sóng MMDS được nâng cấp, số kênh phát sóng tăng từ 4 kênh lên 6 kênh với bán kính phủ sóng 40 km.
- 25 tháng 4 năm 1998[1]: Tất cả các kênh phát sóng qua MMDS đều được khoá mã và Trung tâm Dịch vụ Kỹ thuật Cáp MMDS thực hiện việc mua bản quyền hợp pháp các kênh truyền hình nước ngoài.
- 1999[2]: SCTV tăng số kênh phát sóng MMDS từ 12 lên 16 kênh, trong đó có 13 kênh khoá mã.
- 14 tháng 1 năm 2000[1]: Thành lập Hãng Truyền hình cáp Việt Nam (VCTV) trên cơ sở Trung tâm Dịch vụ Kỹ thuật Cáp MMDS, chuyển từ đơn vị sự nghiệp có thu sang doanh nghiệp hạch toán độc lập.
- Trong năm 2001[1]: Thành lập các cơ sở ở Hải Phòng, TP. Hồ Chí Minh và Hải Dương.
- Tháng 11 năm 2001[1]: Truyền hình cáp hữu tuyến chính thức triển khai tại khu vực Hà Nội, sử dụng cáp đồng trục.
- Tháng 4 năm 2002[2]: SCTV được tách ra khỏi VCTV.
- Từ năm 2002[1]: VCTV mở rộng hợp tác, bắt đầu cung cấp dịch vụ truyền hình cáp tại các tỉnh thành trên toàn quốc.
- 24 tháng 9 năm 2002[1]: Truyền hình Việt Nam hợp tác với Tổng công ty điện lực Việt Nam xây dựng hệ thống cáp quang trên toàn quốc.
- 17 tháng 2 năm 2003[1]: Trung tâm Dịch vụ Kỹ thuật Truyền hình Cáp Việt Nam (VCTV) được thành lập trên cơ sở Hãng Truyền hình cáp Việt Nam (VCTV).
- 21 tháng 11 năm 2003[1]: Trung tâm Dịch vụ Kỹ thuật Truyền hình Cáp Việt Nam được đổi tên thành Trung tâm Kỹ thuật Truyền hình Cáp Việt Nam, mở thêm dịch vụ truy cập internet cùng với các dịch vụ gia tăng khác.
- 15 tháng 10 năm 2004[4]: Dịch vụ truyền hình số vệ tinh DTH bắt đầu triển khai, song song với mạng truyền hình cáp hữu tuyến và MMDS. VCTV chính thức phủ sóng trên phạm vi toàn quốc.
- 2005 - 2006: Cùng với sự ra đời của dịch vụ truyền hình số vệ tinh DTH, VCTV đã cho ra đời thêm các kênh truyền hình tiếng Việt như VCTV2 - phim truyện Việt Nam, VCTV3 - thể thao tổng hợp tiếng Việt, VCTV4 - văn nghệ Việt Nam,... Các kênh trên đều được phủ sóng toàn quốc thông qua mạng truyền hình cáp hữu tuyến CATV và truyền hình số vệ tinh DTH của VCTV.
- Tháng 10 năm 2005: Dịch vụ Internet băng thông rộng được chính thức khai trương trên mạng truyền hình cáp (Sử dụng công nghệ truy nhập quay số DIAL-UP và hệ cáp đồng ADSL).
- Tháng 10 năm 2006[1]: Trung tâm Kỹ thuật truyền hình cáp tiếp nhận Phòng Quảng cáo trên Pay TV từ Trung tâm Quảng cáo và Dịch vụ truyền hình (TVAd) chuyển giao. Từ đây, VCTV được tự khai thác quảng cáo trên các kênh truyền hình tiếng Việt mang thương hiệu VCTV cùng với các kênh truyền hình quốc tế phát sóng trên mạng truyền hình cáp và DTH của VCTV.
- Năm 2007[1]: VCTV mở ra xu hướng hợp tác mới trong sản xuất chương trình, với kênh VCTV9 (VTVcab 9) - Info TV, kênh truyền hình đầu tiên về chuyên đề tài chính - kinh tế tại Việt Nam. Đây là kênh truyền hình xã hội hóa đầu tiên lên sóng tại Việt Nam.
- Năm 2009:
  - VCTV hợp tác với hãng truyền hình Canal+ của Pháp, thành lập Công ty TNHH Truyền hình số vệ tinh Việt Nam (VSTV), tiếp quản dịch vụ truyền hình kỹ thuật số vệ tinh (DTH)[2]. Đồng thời chuyển đổi việc phát sóng DTH từ vệ tinh Measat 2 về Vinasat 1[5].
  - Triển khai gói kênh số hoá thông qua đường truyền cáp quang đến mạng truyền hình cáp các tỉnh, bắt đầu thống nhất số lượng và nội dung kênh cung cấp trên mạng truyền hình cáp của các tỉnh thành.[1]
- 1 tháng 1 năm 2010: Dừng phát triển dịch vụ quay số dial-up trên mạng Internet của VCTV, đồng thời chấm dứt dịch vụ truyền hình cáp vô tuyến MMDS.
- Tháng 2 năm 2011: Sử dụng công nghệ FTTH (Fiber To The Home) trên hệ thống Internet của VCTV.
- Tháng 7 năm 2011: Ra mắt tổng đài chăm sóc khách hàng 19001515.
- 1 tháng 12 năm 2011[6]: Chính thức cung cấp dịch vụ truyền hình cáp kỹ thuật số (HD-VCTV).
- 26 tháng 6 năm 2012[1]: Thành lập Công ty TNHH MTV Truyền hình Cáp Việt Nam, trên cơ sở sắp xếp lại của Trung tâm Kỹ thuật Truyền hình cáp Việt Nam.
- 14 tháng 1 năm 2013[7]: Ra mắt ứng dụng xem truyền hình trực tuyến VTVplus.
- 7 tháng 5 năm 2013[8]: Truyền hình cáp Việt Nam đổi tên thương hiệu thành Tổng Công ty Truyền hình Cáp Việt Nam, logo thương hiệu đổi từ VCTV sang VTVcab. Tất cả các kênh VCTV cũng đồng loạt đổi tên thành VTVcab.
- Tháng 6 năm 2013: VTVcab hợp tác với các đối tác còn lại để chia sẻ gói kênh của mình cũng như đưa các gói kênh từ các mạng cáp khác vào VTVcab theo quy định chung của Bộ Thông tin và Truyền thông và Hiệp hội Truyền hình Trả tiền Việt Nam.
- Tháng 8 năm 2013: Triển khai dịch vụ Internet và Truyền hình Số HD tại Thành phố Hồ Chí Minh, đưa dịch vụ Truyền hình Cáp và Truyền hình Số HD đạt gần 2 triệu lượt thuê bao, có mặt trên 50 tỉnh thành khắp cả nước.
- 5 tháng 12 năm 2014[9]: Tổng Công ty Truyền hình cáp Việt Nam chính thức rút khỏi liên doanh Công ty TNHH Truyền hình số vệ tinh Việt Nam (VSTV), chuyển quyền chủ đầu tư cho Đài Truyền hình Việt Nam (VTV).
- 11 tháng 1 năm 2016: Chính thức triển khai dịch vụ truyền hình theo yêu cầu (VTVcab ON) trên hệ thống mạng cáp qua 2 phương thức: thiết bị di động thông minh (hệ điều hành Android, iOS, máy tính cá nhân) và đầu thu thế hệ mới của VTVcab (Hybrid).
- 1 tháng 4 năm 2018[10]: VTVcab dừng phát sóng 23 kênh nước ngoài do công ty truyền thông Q.net (nay là Msky) nắm bản quyền. Cũng ngày này 2 năm sau (ngày 1 tháng 4 năm 2020), VTVcab chính thức phát sóng trở lại hầu hết các kênh này.
- 30 tháng 6 năm 2018: VTVcab chuyển đổi thành công ty cổ phần.
- Từ ngày 7 tháng 9 năm 2021: Thay đổi tên gọi và bộ nhận diện các kênh truyền hình do VTVcab sở hữu với thương hiệu ON:
  - Đợt đầu tiên (7 tháng 9 năm 2021)[11]: VTVCab 2 - ON Phim Việt, VTVCab 3 - ON Sports, VTVCab 10 - ON Cine, VTVCab 16 - ON Football, VTVCab 18 - ON Sports News Premium; VTVCab 23 - ON Golf cùng VTVCab 6 - ON Sports+ (đã đổi từ tháng 6 năm 2021)
  - Đợt 2 (8 tháng 12 năm 2022)[12]: VTVCab 4 -  ON Movies, VTVCab 7 - ON O2TV, VTVCab 8 - ON Bibi, VTVCab 15 - ON Music, VTVCab 21 - ON Kids, VTVCab 22 - ON Life
  - Ngày 01/03/2023, lên sóng kênh thể thao về hành động được mang tên ON Sports Action, phát sóng trên kênh BTV5 của Đài PT-TH Bình Dương.
  - Đợt 3 (1 tháng 3 và 2 tháng 3 năm 2023): VTVCab 9 - ON Info TV, VTVCab 12 - ON Style TV, VTVCab 20 - ON VFamily
  - Đợt 4 (8 tháng 4 năm 2023): VTVCab 5 - ON E Channel, VTVCab 17 - ON Trending TV
  - Từ ngày 20/05/2023, các kênh VTVcab bắt đầu áp dụng đặt bộ phim theo phân loại độ tuổi khi phát phim truyện và phim thiếu nhi.
  - Từ ngày 16/09/2023, kênh VTVcab 14 chính thức ngừng phát sóng sau 12 năm phát sóng và đồng hành vì lượng người xem quá ít so với kênh VTVcab 13 và SCTV10.
  - Đợt 5 (23 tháng 12 năm 2023 và 29 tháng 12 năm 2023): VTVCab 1 - ON Vie Giải Trí, VTVCab 19 - ON Vie DRAMAS
  - Từ ngày 01/01/2024, kênh VTVcab 11 chính thức ngừng phát sóng sau 13 năm phát sóng và đồng hành vì lượng người xem quá ít so với kênh VTVcab 13 và SCTV10.

"" Đợt cuối cùng (5 tháng 7 năm 2024): VTVCab 13 - ON Home Shopping
- 1 tháng 1 năm 2023[13]: Chính thức thay đổi nhận diện mới.
- Ngoài ra, VTVcab tiếp tục thay đổi tên gọi và bộ nhận diện các kênh truyền hình do được sở hữu với thương hiệu ON:

## Khẩu hiệu
| - 2003-2013: Mang cả thế giới đến ngôi nhà của bạn - 2013-2022: Gắn kết gia đình |

## Tranh cãi

### Dừng phát sóng một số kênh nước ngoài
Ngày 1 tháng 4 năm 2018, VTVcab đã dừng phát sóng 23 kênh nước ngoài (bao gồm: HBO, MAX By HBO, RED By HBO, CinemaWorld, Warner TV, GEM TV, Cartoon Network, Disney Channel, Disney Junior, AXN, FOX Sports, FOX Sports 2, Fashion TV, Discovery Channel, Discovery Asia, TLC, Animal Planet, BBC Earth, BBC Lifestyle, BBC World News, CNN, Bloomberg, ABC Australia) và thay thế bằng một số kênh mới kém phổ biến hơn. Sự việc này đã khiến rất nhiều khách hàng bức xúc vì VTVcab đã không thông báo trước về việc gỡ kênh mà chỉ tập trung vào việc quảng bá cho các kênh mới sắp lên sóng. Lí do được VTVcab đưa ra là do chi phí bản quyển các kênh cũ quá cao. Tuy nhiên, theo đại diện Q.net (đơn vị nắm bản quyền 23 kênh nước ngoài cũ), những kênh truyền hình quốc tế như: HBO, Max by HBO, BBC Earth... không còn được phân phối trên hạ tầng VTVcab và Viettel TV "chủ yếu là do có sự thay đổi về chiến lược từ Ban Tổng giám đốc của VTVcab".
Ngày 1 tháng 4 năm 2020, VTVcab đã chính thức phát sóng trở lại toàn bộ các kênh do Q.net phân phối (ngoại trừ Disney Channel (phát ẩn ở kênh 423, tần số 858 MHz) và Disney Junior (phát ẩn ở kênh 424, tần số 858 MHz)) trên hệ thống truyền hình cáp kỹ thuật số thông qua 2 gói kênh mới: Gói Chất và Gói Đỉnh.